# Blomsterbørn
Blomsterbørn er i brede kredse synonym med hippiebevægelse. Navnet kommer formentlig af at blomster var deres "våben" og de ønskede flowerpower.
Blomsterbørn og hippier – unge, der lagde afstand til 1960'ernes materialisme og Vietnamkrigen. Blomster var blomsterbørnenes symbol på kærlighed, og Peace og Make Love, not War var deres slagord. Blomsterbørnenes livsstil var inspireret af indiske og indianske kulturer.
| Familie | Spire Denne artikel om familie og parforhold er en spire som bør udbygges. Du er velkommen til at hjælpe Wikipedia ved at udvide den. |